# José María Lavalle
José María Lavalle (Lima, 1902. április 21. – 1984. július 7.), perui válogatott labdarúgó.
A perui válogatott tagjaként részt vett az 1930-as világbajnokságon, az 1936. évi nyári olimpiai játékokon illetve az 1927-es, az 1935-ös és az 1937-es Dél-amerikai bajnokságon.

## Sikerei, díjai
Alianza Lima
- Perui bajnok (6): 1927, 1928, 1931, 1932, 1933, 1934

Peru
- Dél-amerikai bronzérmes (2): 1927, 1935

## Külső hivatkozások
- José María Lavalle a FIFA.com honlapján Archiválva 2015. február 3-i dátummal a Wayback Machine-ben